# 河越氏
河越氏（かわごえし）は、日本の氏族の一つ。川越・河肥とも表記されることがあった。平安時代末期から南北朝時代にかけて武蔵国で勢力を張った豪族。
坂東八平氏秩父氏の嫡流であり、河越館（現埼玉県川越市上戸）を拠点として国司の代理職である「武蔵国留守所総検校職」（むさしのくにるすどころそうけんぎょうしき）を継承し、武蔵国の在庁筆頭格として武蔵七党などの中小武士団や国人を取りまとめていた。

## 歴史

### 平安時代
後三年の役で先陣を勤めた功績により発展した秩父氏の嫡流である河越氏は、秩父重綱以降、代々「武蔵国留守所総検校職」を勤める有力な在庁官人であり、武蔵国の武士団の顔役だった。
河越氏の祖である秩父重隆は、秩父氏家督である総検校職を継承するが、兄・重弘の子で甥である畠山重能と家督を巡って、近隣の新田氏、藤姓足利氏と繰り返していたことから、東国に下向した河内源氏の源義賢に娘を嫁がせて大蔵の館に「養君（やしないぎみ）」として迎え、周囲の勢力と対抗する。久寿2年（1155年）8月16日、大蔵合戦で源義朝・義平親子と結んだ畠山重能らによって重隆・義賢が討たれると、秩父平氏の本拠であった大蔵は家督を争う畠山氏に奪われる事となり、重隆の嫡男・能隆と孫の重頼は新天地の葛貫（現埼玉県入間郡毛呂山町葛貫）や河越（川越市上戸）に移り、河越館を拠点として河越氏を名乗るようになる。本拠大蔵は奪われたものの、総検校職は重頼に継承された。
保元元年7月（1156年）の保元の乱では重頼と弟の師岡重経が源義朝の陣営に加わり、河越・師岡は『保元物語』で「高家」と称されている。平治元年（1159年）12月の平治の乱で義朝が滅びたのちは平家に従った。永暦元年（1160年）頃に平家を介して所領を後白河上皇に寄進し、新日吉社（現新日吉神宮）領として河越荘が立荘され、本家を新日吉社、本所を後白河院として、河越氏はその荘官となる。平治の乱後に義朝の子源頼朝が東国へ流罪となり、その乳母比企尼が頼朝を援助するために武蔵国へ下向し、重頼は比企尼の次女（河越尼）を妻に迎えたことから頼朝の援助を行い、平家に従いながら源氏とも繋がりを有していた。
頼朝が反平家の兵を挙げた治承4年（1180年）の治承・寿永の乱では当初平家方として戦うが、のちに同族の畠山氏・江戸氏と共に頼朝に臣従した。頼朝政権下での重頼は、妻が頼朝の嫡子・頼家誕生の際に乳母として召され、娘（郷御前）が頼朝の弟・源義経の正室となるなど、比企氏との繋がりによって重用された。嫡男重房は義経の側近として『平家物語』にもその活躍が描かれている。しかし頼朝と義経が対立すると、義経の縁戚であることを理由に重頼・重房父子は誅殺され、武蔵国留守所総検校職の地位も重能の子・畠山重忠に奪われた。

### 鎌倉時代
その後河越氏はしばらく逼迫するが、元久2年（1205年）6月の畠山重忠の乱において重頼の遺児重時・重員兄弟が北条義時率いる重忠討伐軍に加わって以降、御家人としての活動が見られる。家督を継いだ重時は将軍随兵として幕府行事に参列し、弟重員は承久3年（1221年）の承久の乱で幕府軍として戦い武功を立てた。畠山重忠が滅んでから20年後の嘉禄2年（1226年）4月、幕府により重員が留守所総検校職に任じられ、総検校職は40年ぶりに河越氏に戻った。しかし重員が武蔵国の国衙に関与した形跡はなく、武蔵守を兼ねる執権・北条氏支配の元、総検校職は形骸化され実権を伴っていなかったことが窺える。
『吾妻鏡』承久3年5月21日条に承久の乱での武蔵国武士団動員に際し、武蔵国衆は幕府に対して「変心」する可能性がある事が示唆されており、幕府はかつて軍事指揮権が付随していた総検校職を伝統的在庁有力者である河越氏に再任することで協調し、武蔵武士団の再編成と支配に臨もうとしたと考えられる。同時に、本来秩父氏および河越氏の家督であった総検校職を、当主の重時ではなく弟の重員に与える事で、勢力の分断を計っている。総検校職は重員の子重資に継承されるが、その後官職の存在は明らかではなくなる。異説として、河越氏の分裂は河越重頼と本来の嫡男である重房が突如誅殺された影響で、重時（次郎）の系統と重員（三郎）の系統が嫡流を巡って争った結果とする見方もある。この説では、上戸の河越館とは別に後世川越台地と呼ばれる地域に分裂した河越氏の本拠があり、それが後世の河越城の源流となった可能性があるとされている。
重時の系統は河越氏嫡流として北条氏得宗家から偏諱を受け、子の泰重、孫の経重は常に将軍随兵として鎌倉で活動しており、河越館からは鎌倉と同じ文化水準の生活をうかがわせる出土品が見られるなど、御家人層の没落が顕著となる鎌倉後期にも富裕な有力御家人としての地位を維持した。

元寇の頃には宗重が地頭として豊後国へ下向している。鎌倉時代末期の元弘元年（1331年）元弘の乱では、宗重の弟の貞重が幕府軍の代表として在京すべき御家人20人に選ばれ、六波羅探題滅亡時に幕府軍として自害している。その子・高重は倒幕側に転じ、武蔵七党と共に新田義貞の挙兵に加り倒幕に貢献した。

### 南北朝時代・終焉
正平7年/文和元年（1352年）、観応の擾乱直後の武蔵野合戦では高重の子・直重らは足利尊氏方に参戦し、新田義宗を越後に敗走させた。その後、関東管領畠山国清の下で戦功を挙げ、相模国守護職となる。しかし関東の足利体制を固める鎌倉公方・足利基氏の下で、康安2年（1362年）に畠山国清が失脚。河越氏の相模国守護職も解任されてしまう。貞治6年（1367年）4月、足利基氏は遺言で嫡子・金王丸（足利氏満）の将来を河越治部少輔らに託して没するが、翌貞治7年（1368年）2月、河越氏が中核となって高坂氏と共に武蔵平一揆を指揮し、関東管領・上杉憲顕に反乱を起こした。河越館に立て籠もり、数か月にわたって抵抗を続けるが、河越合戦で上杉朝房軍との激戦ののち敗北し、南朝方の北畠氏を頼って伊勢国へと敗走した。これ以降、平安時代以来武蔵国最大の勢力を誇った名族・河越氏は没落した。
河越氏は平安時代末期以降、知行国主や幕府などに伝統ある国衙在庁出身の有力武士と認識され続け、そのために源氏、北条氏、足利氏ら時の権力者に翻弄される結果となった。
応永20年（1413年）の熊野那智大社の記録に「武蔵河越一門」という記録が見られるなど、族滅は逃れていることが確認される。

## 一族
- 秩父重隆
- 葛貫能隆
- 河越重頼
- 河越重房
- 郷御前
- 河越重時
- 河越重員
- 河越重資
- 河越泰重
- 河越経重
- 河越宗重
- 河越貞重
- 河越高重
- 河越直重
- 河越治重
- 河越仲重

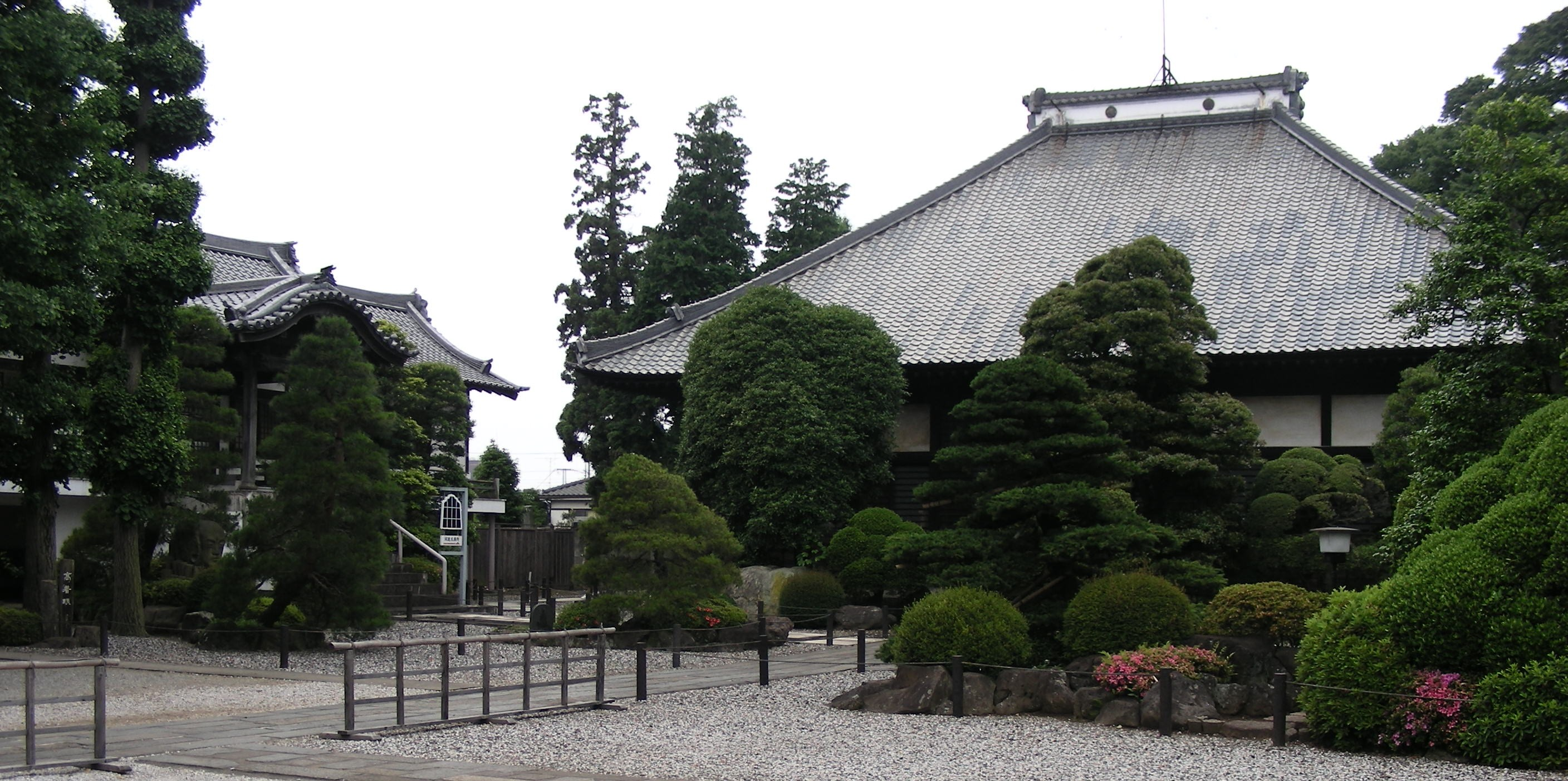
川越市元町の養寿院。河越経重が開基となった曹洞宗の寺（当初は天台宗）

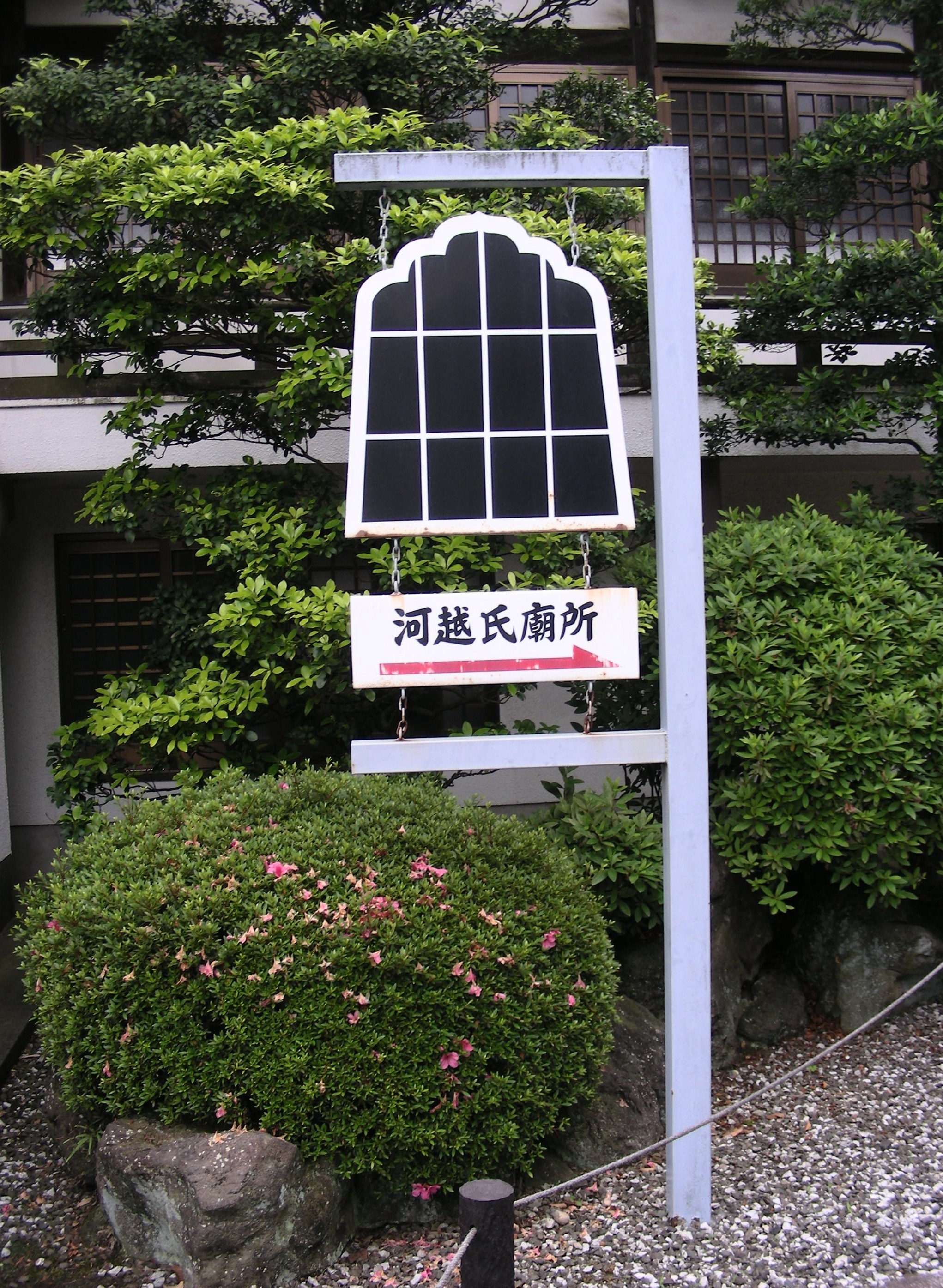
養寿院境内。この奧に河越重頼の墓がある

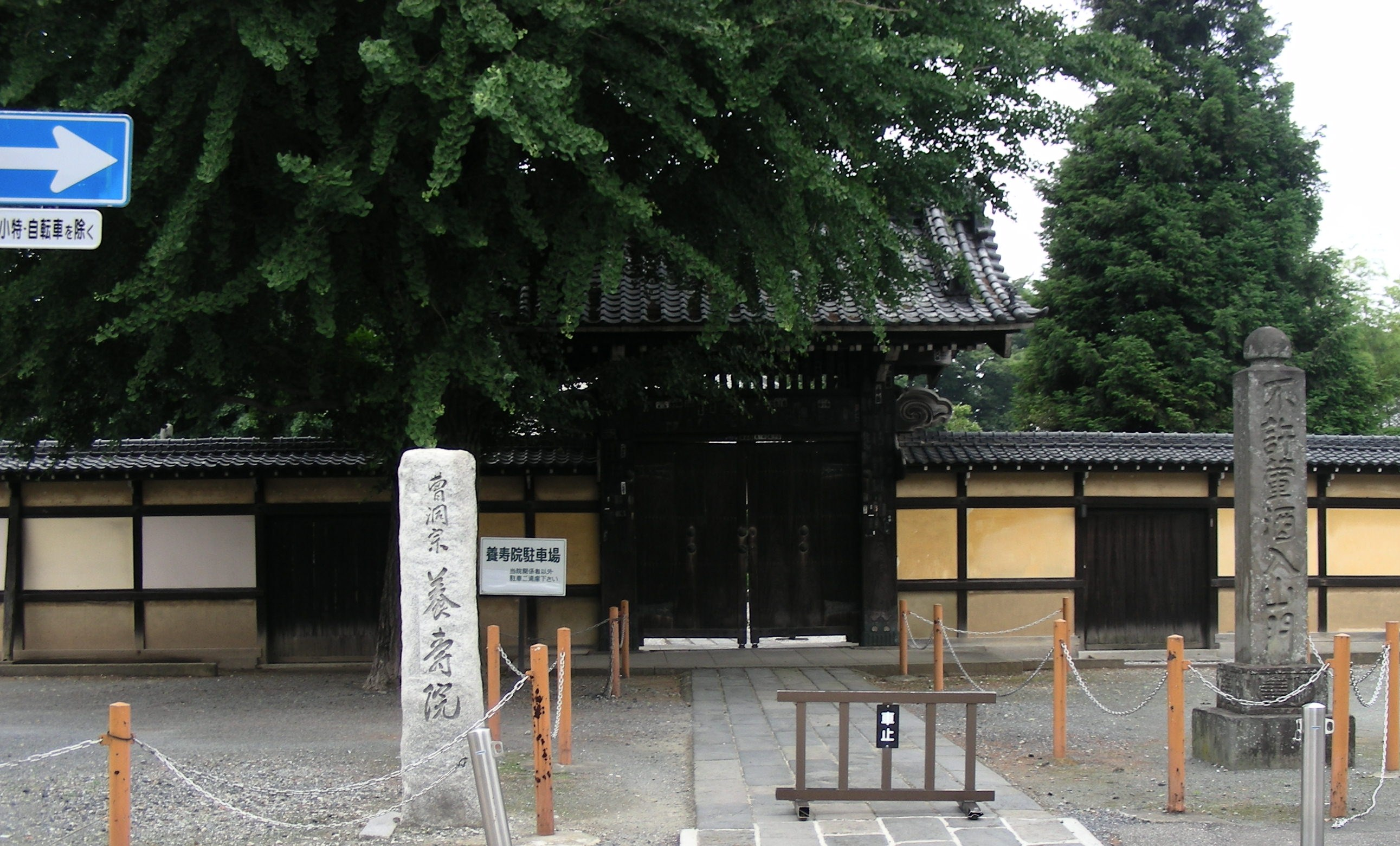
養寿院の門

- 河越宗重の子孫である治重・仲重は建武3年（1336年）ごろまで豊後国の地頭として現地の支配にあたっていたが、以降の消息は不明。

## 系図
```
 
平良文

　 ┃
 
平忠頼

　 ┃
 
平将恒

　 ┃
 
平武基
（秩父別当）
　 ┃
 
平武綱

　 ┃

秩父重綱

　 ┃

秩父重隆

　 ┣━━━┓

葛貫能隆
  女子（
源義賢
妻）  
　 ┣━━━━┳━━━━┓

河越重頼
　
小林重弘
　
師岡重経

　 ┣━━━┳━━┳━━┳━━┳━━┓

河越重房
  
重時
  
重員
　
重家
　
重方
  
郷御前
（
源義経
室）
　　　　　 ┃　　┃　　┃
　　　　　
泰重
  
重資
  
河野氏へ

　　　　　 ┃
　　　　　
経重

　　　　　 ┣━━━━━━━━━┓
　　　　　
宗重
　　　　　　  　
長重

　　　　　 ┣━━┳━━┓　　　┃
　　　　　
貞重
　
治重
　
仲重
　　
重方

　　　　　 ┃　　　　　　　　  ┃
　　　　　
高重
　　　    （河越氏/
川越氏へ
）
　　　　　 ┃
　　　　　
直重

　　　　　 ┃
　　　　（河越氏/
川越氏へ
）
```